# Poroblaszek żółtoczerwony

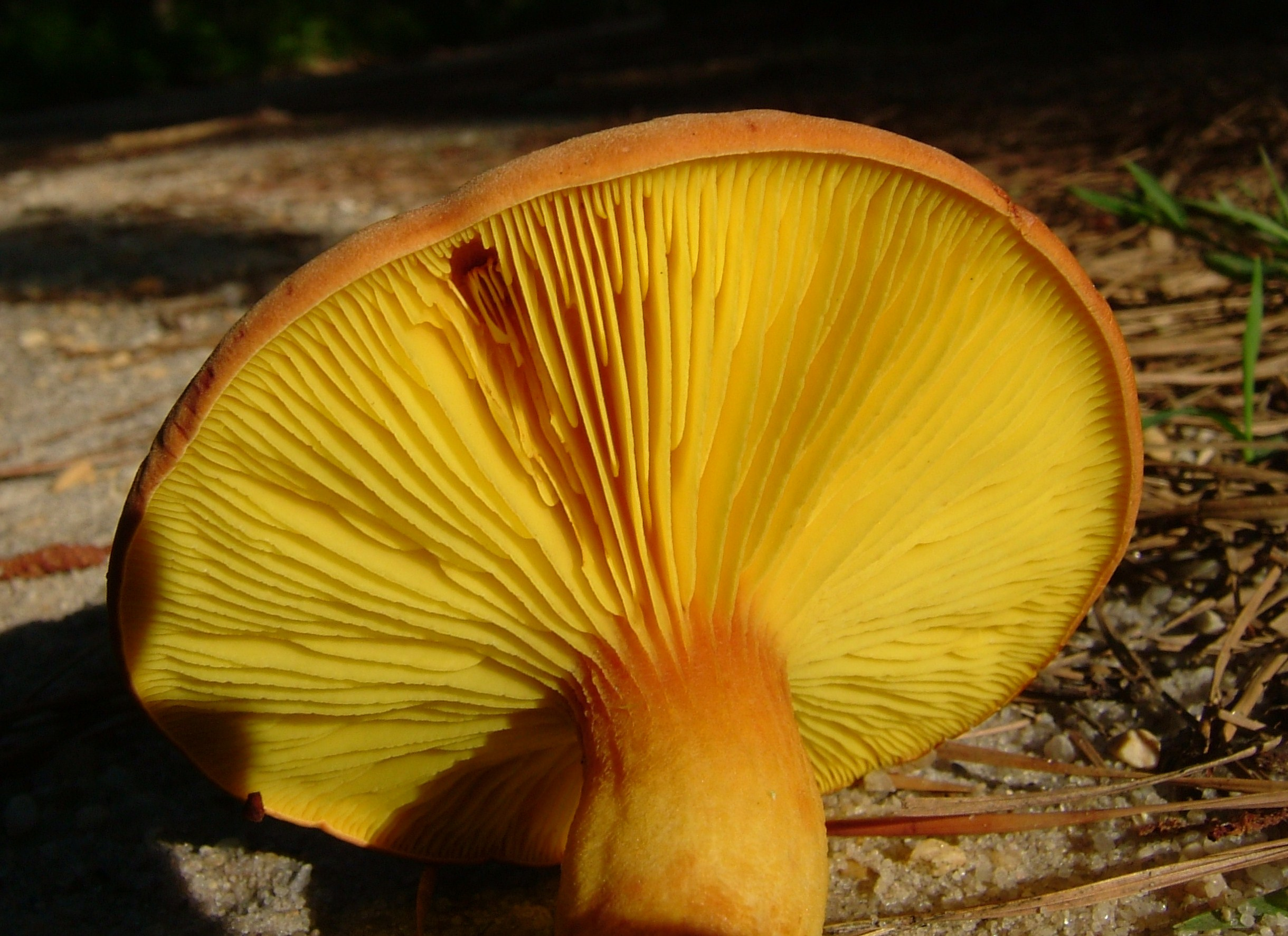

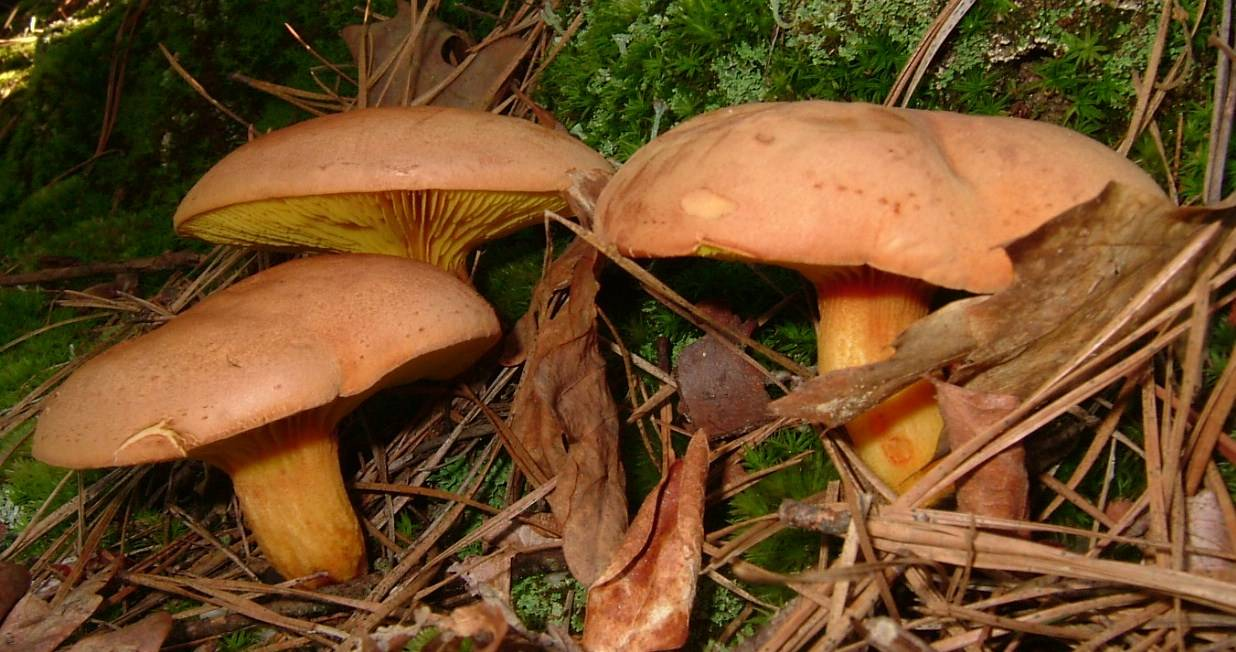

Poroblaszek żółtoczerwony (Phylloporus rhodoxanthus (Schwein.) Bres.) – gatunek grzybów należący do rodziny borowikowatych (Boletaceae). Jest jedynym europejskim przedstawicielem borowikowatych o blaszkowatym hymenoforze.

## Systematyka i nazewnictwo
Pozycja w klasyfikacji według Index Fungorum: Phylloporus, Boletaceae, Boletales, Agaricomycetidae, Agaricomycetes, Agaricomycotina, Basidiomycota, Fungi.
Po raz pierwszy opisał go w 1822 r. Lewis David von Schweinitz nadając mu nazwę Agaricus rhodoxanthus. Obecną, uznaną przez Index Fungorum nazwę nadał mu Giacomo Bresàdola w 1900 r.
Ma 16 synonimów. Niektóre z nich:

- Agaricus paradoxus Kalchbr. 1874
- Agaricus pelletieri Lév. 1867
- Boletus paradoxus (Kalchbr.) D.M. Hend.
- Clitocybe pelletieri (Lév.) Gillet 1874
- Flammula paradoxa (Kalchbr.) Sacc. 1887
- Paxillus pelletieri (Lév.) Velenovsky, 1920
- Phylloporus paradoxus (Kalchbr.) Cleland 1934
- Phylloporus rhodoxanthus subsp. europaeus Singer 1938
- Xerocomus pelletieri (Lév.) Bresinsky & Manfr. Binder 2003[2].

Nazwę polską podała Alina Skirgiełło w 1960 r.

## Morfologia
Kapelusz
4–8 cm średnicy, mięsisty, wypukły, później rozpostarty, brązowoczerwony o matowej powierzchni.
Blaszki
Cytrynowe do złocistożółtych, połączone wyraźnie licznymi żyłkami.
Trzon
Żółtoczerwony do brązowożółtego, cylindryczny, u podstawy zwężony.
Miąższ
Miękki, bladożółty. Smak łagodny, zapach słaby, grzybowy.
Zarodniki
Elipsoidalno-wrzecionowate, gładkie. Wysyp zarodników: żółtoochrowy.

## Występowanie i siedlisko
Występuje w Europie, Ameryce Północnej, Azji i Australii. W Polsce gatunek rzadki. Do 2020 r. w piśmiennictwie naukowym podano 62 jego stanowiska. Znajduje się na Czerwonej liście roślin i grzybów Polski. Ma status R – potencjalnie zagrożony z powodu ograniczonego zasięgu geograficznego i małych obszarów siedliskowych. Znajduje się na czerwonych listach gatunków zagrożonych także w Belgii, Czechach, Niemczech, Danii, Norwegii, Holandii, Szwecji i Słowacji.
W latach 1995–2004 objęty był ochroną częściową, w latach 2004–2014 – ochroną ścisłą, a od 2014 roku znów ochroną częściową.
Naziemny grzyb ektomykoryzowy tworzący symbiozę głównie z bukiem. Rozwija się w lasach liściastych i mieszanych, rzadko w iglastych. Rośnie na ziemi, pod grabami, bukami, świerkami, sosnami i dębami. Owocniki pojawiają się od lipca do października.